# 部谷京子
部谷 京子（へや きょうこ、1954年 - ）は、日本の映画美術監督。広島県広島市南区出身。

## 人物・経歴
広島市立白島小学校、広島女学院中学校・高等学校卒業後に上京し、武蔵野美術大学造形学部卒業。在学中から円谷プロダクション制作の特撮テレビドラマ『恐竜戦隊コセイドン』に美術アルバイトとして参加。以後、フリーの美術スタッフとして活動する。1984年、武田一成監督『私の中の娼婦』（にっかつ）で初めて美術スタッフとしてクレジットに名前が載る。
1992年、周防正行監督『シコふんじゃった。』で、美術監督としてデビューし、1996年、同監督の『Shall we ダンス?』、2006年、同監督の『それでもボクはやってない』の美術に対し、第20回日本アカデミー賞最優秀美術賞を受賞。以後、優秀美術賞も含め、合計10回受賞。故郷である広島の原爆を絡めた吉田喜重監督『鏡の女たち』（2003年）の美術も担当。
2010年1月31日、NHK『課外授業 ようこそ先輩』に出演し、母校、広島市立白島小学校を訪ねた。また同年、福屋八丁堀本店8階にオープンした映画館『八丁座』（旧：松竹東洋座・広島名画座）の内装デザインを手掛け話題となった。
2013年、『天地明察』の美術で第67回毎日映画コンクール美術賞受賞。2016年11月、紫綬褒章を受章。

## 主な美術監督作品

### 映画
- 『シコふんじゃった。』（1992年、周防正行監督）
- 『ナンミン・ロード』（1992年、五十嵐匠監督）
- 『パ★テ★オ』（1992年、楠田泰之監督）
- 『空がこんなに青いわけがない』（1993年、柄本明監督）
- 『お墓と離婚』（1993年、岩松了監督）
- 『夏の庭 The Friends』（1993年、相米慎二監督）
- 『RAMPO』（1994年、奥山和由監督版）
- 『河童』（1994年、石井竜也監督）
- 『人でなしの恋』（1995年、松浦雅子監督）
- 『幻の光』（1995年、是枝裕和監督）
- 『Shall we ダンス?』（1996年、周防正行監督） - 日本アカデミー賞最優秀美術賞受賞。
- 『モスラ』（1996年、米田興弘監督）
- 『MISTY』（1997年、三枝健起監督）
- 『誘拐』（1997年、大河原孝夫監督） - 日本アカデミー賞優秀美術賞受賞。
- 『シャ乱Qの演歌の花道』（1997年、滝田洋二郎監督）
- 『絆 -きずな-』（1998年、根岸吉太郎監督）
- 『ショムニ』（1998年、渡邊孝好監督）
- 『お受験』（1999年、滝田洋二郎監督）
- 『金融腐蝕列島〔呪縛〕』（1999年、原田眞人監督）
- 『源氏物語 あさきゆめみし Lived in A Dream』（2000年、三枝健起監督）
- 『バトル・ロワイアル』（2000年、深作欣二監督）
- 『サトラレ TRIBUTE to a SAD GENIUS』（2001年、本広克行監督）
- 『火垂』（2001年、河瀬直美監督）
- 『陰陽師』（2001年、滝田洋二郎監督） - 日本アカデミー賞優秀美術賞受賞。
- 『突入せよ! あさま山荘事件』（2002年、原田眞人監督）
- 『壬生義士伝』（2003年、滝田洋二郎監督）
- 『鏡の女たち』（2003年、吉田喜重監督）
- 『陰陽師II』（2003年、滝田洋二郎監督）
- 『北の零年』（2005年、行定勲監督）
- 『シュガー&スパイス 風味絶佳』（2006年、中江功監督）
- 『愛の流刑地』（2007年、鶴橋康夫監督）
- 『それでもボクはやってない』（2007年、周防正行監督）日本アカデミー賞最優秀美術賞受賞。
- 『マリと子犬の物語』（2007年、猪股隆一監督）
- 『チーム・バチスタの栄光』（2008年、中村義洋監督）
- 『容疑者Xの献身』（2008年、西谷弘監督）
- 『ハナミズキ』（2010年、土井裕泰監督）
- 『雷桜』（2010年、廣木隆一監督）
- 『少女たちの羅針盤』（2011年、長崎俊一監督）
- 『ロック 〜わんこの島〜』（2011年、中江功監督）
- 『天地明察』（2012年、滝田洋二郎監督） - 第67回毎日映画コンクール美術賞受賞。
- 『インターミッション』（2013年、樋口尚文監督）
- 『あん』（2015年、河瀬直美監督）
- 『シネマの天使』（2015年、時川英之監督）
- 『リップヴァンウィンクルの花嫁』（2016年、岩井俊二監督）
- 『ラストレシピ〜麒麟の舌の記憶〜』（2017年、滝田洋二郎監督）

### テレビドラマ
- 『なぞの転校生』（2014年、テレビ東京）

## TV出演
- 『課外授業 ようこそ先輩』（2010年1月31日、NHK総合）
  - 語りは、『Shall we ダンス?』で主役を演じた役所広司が担当した。